# Paula Cale
Paula Cale, rodným jménem Paula Korologos, (* 2. června 1970 Great Falls) je americká herečka. Jejím otcem byl politik řeckého původu Tom C. Korologos. Studovala na Vanderbilt a následně na DePaul University. Svou hereckou kariéru zahájila v divadle. Roku 1995 hrála v televizním seriálu Murphy Brown. V letech 1999 až 2002 hrála postavu jménem Joanie Hansen v seriálu Providence. Později hrála v řadě dalších seriálů, ale také ve filmech (například Cake z roku 2014). V letech 1995 až 1999 byl jejím manželem hudebník Bennett Cale. Roku 2006 se jejím manželem stal scenárista Michael Lisbe.